# Albert Bechtold

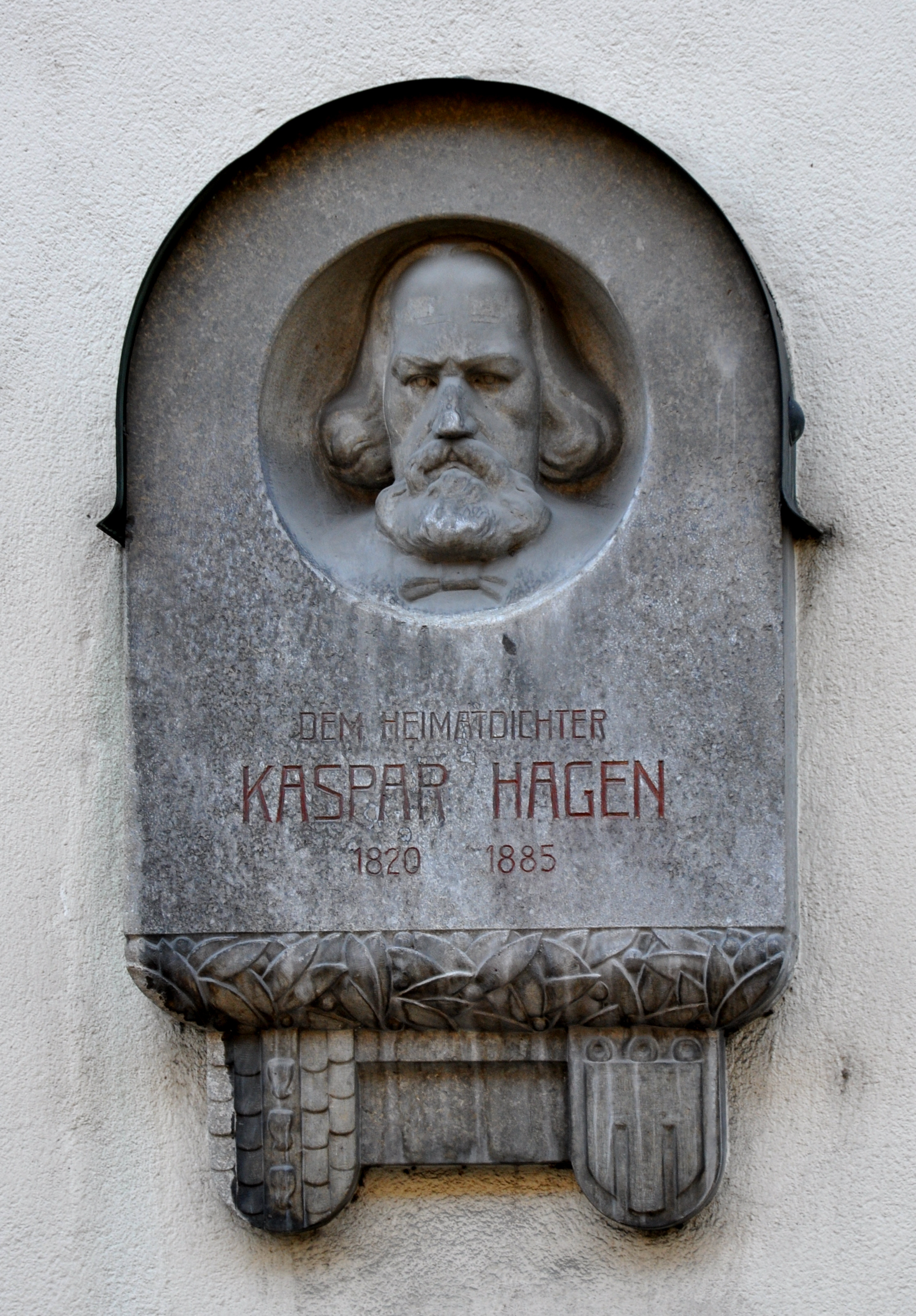
Albert Bechtold: Gedenktafel für Kaspar Hagen an der Seekapelle in Bregenz, 1923

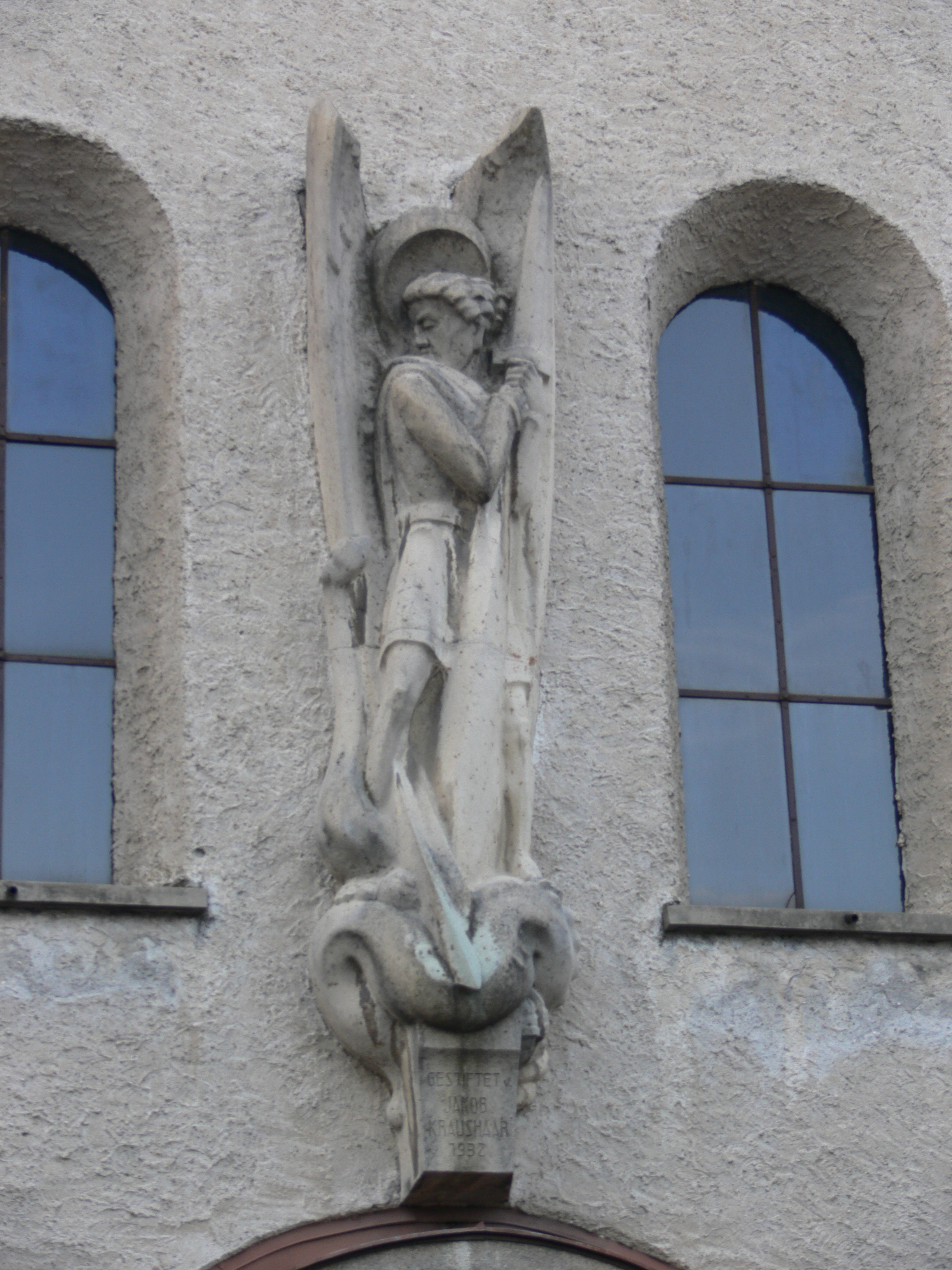
Albert Bechtold: Hl. Michael an der Stadtpfarrkirche Mariahilf in Bregenz

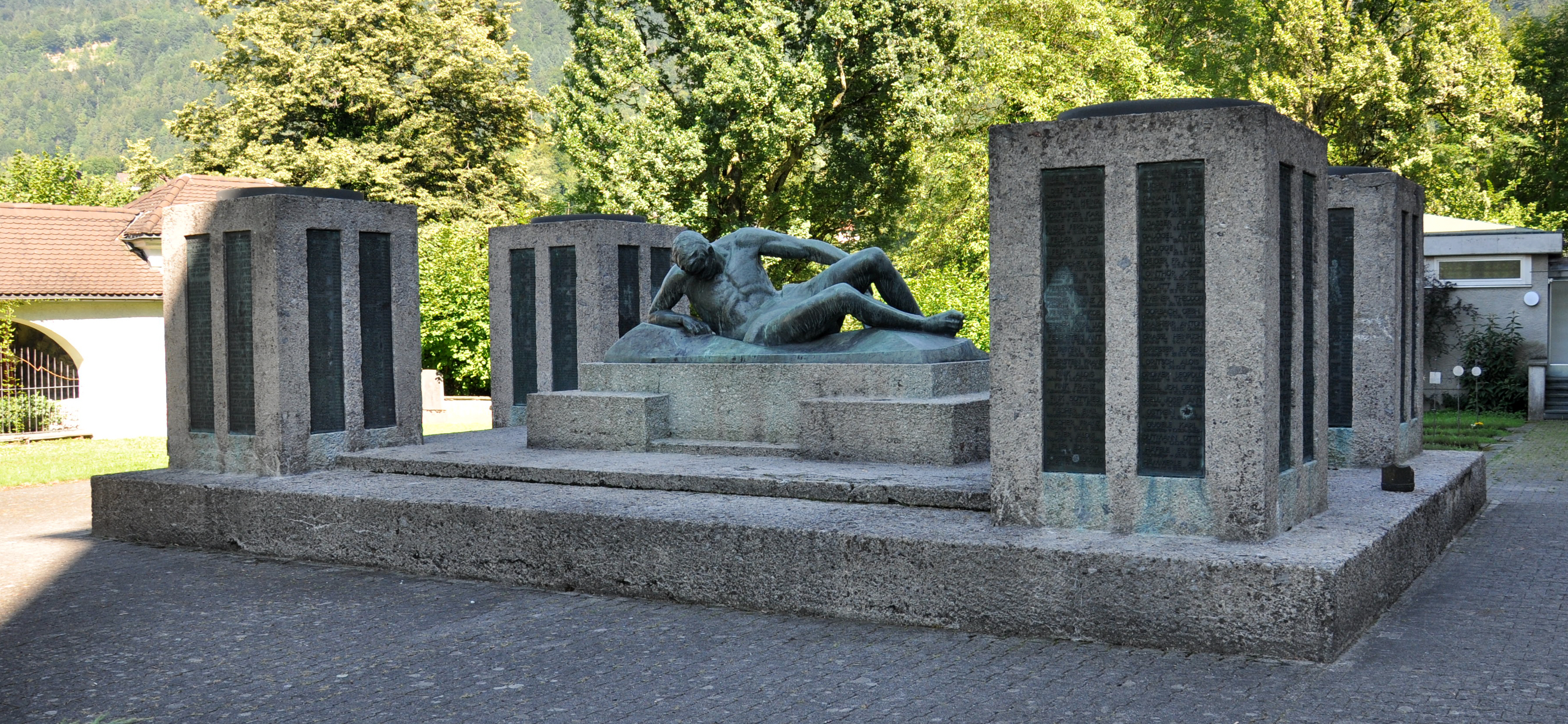
Albert Bechtold: Kriegerdenkmal bei der Stadtpfarrkirche St. Gallus in Bregenz, 1931

Albert Bechtold (* 5. Oktober 1885 in Bregenz; † 23. Juli 1965 in Schwarzach) war ein österreichischer Bildhauer.

## Leben
Albert Bechtold kam am 5. Oktober 1885 als ältestes von sieben Kindern des Gottfried Bechtold und seiner Frau Theresia geb. Salzgeber in Bregenz zur Welt. Von 1900 bis 1903 absolvierte er die Steinmetzausbildung im väterlichen Betrieb und besuchte parallel dazu die Städtische Gewerbeschule in München. Anschließend folgten weitere Ausbildungen an der Fachschule für Steinbearbeitung in Laas und erneut an der Städtischen Gewerbeschule in München. Ab 1906 studierte Albert Bechtold an der Akademie der bildenden Künste Wien.
Im Ersten Weltkrieg diente Bechtold als Kaiserjäger an der italienischen Front. Im August 1917 heiratete er die Südtirolerin Marianne Thum.
Ab dem Ende des Krieges lebte und arbeitete Bechtold in Bregenz. Er gestaltete zahlreiche Entwürfe für Kriegerdenkmäler und setzt einige davon auch selbst um. Ab 1924 wurde sein Werk zunehmend vom Kubismus beeinflusst. Ab 1934 unterrichtete er in der Akademie der bildenden Künste Wien, wurde aber 1938 von der Landesleitung der NSDAP eingesetzten kommissarischen Führung der Hochschule, die aus Ferdinand Andri, Wilhelm Dachauer und Alexander Popp bestand, abgesetzt.
1939 zog Bechtold nach Schwarzach um. Während und nach dem Zweiten Weltkrieg blieben ihm größere künstlerische oder wirtschaftliche Erfolge verwehrt. Nach einem Schlaganfall am 1. März 1954 war er halbseitig gelähmt. Am 23. Juli 1965 starb Albert Bechtold in Schwarzach.
Im Bregenz erinnert der Albert-Bechtold-Weg an den Bildhauer.

## Werke
- 1923: Hl. Georg von ehemaligem Kriegerdenkmal am Friedhof in Lochau
- 1923: Marienplastik beim Sanatorium Mehrerau (Architekt Clemens Holzmeister) in Bregenz
- 1923: Kruzifixus am Kriegerdenkmal im Chor der Kreuzkirche am Ölrain in Bregenz
- 1923: Gedenktafel zum Mundartdichter Kaspar Hagen an der Seekapelle in Bregenz
- 1924: Büste Rudolf Wacker (Wackerkopf), Holz, Leihgabe der Stadt Bregenz im vorarlberg museum
- 1928: Brunnenmaske im Friedhof zum Taxispark in Bregenz
- um 1930: Bronzeplastik an der Friedhofskapelle am Evangelischen Friedhof in Bregenz
- 1931: Kriegerdenkmal bei der Pfarrkirche Bregenz-St. Gallus
- 1932: Trauernde Frau am Kriegerdenkmal bei der Pfarrkirche St. Peter und Paul in Lustenau
- Kriegerdenkmal an der Pfarrkirche St. Agnes in Höchst
- Taufstein in der Stadtpfarrkirche zum Heiligsten Herzen Jesu in Bregenz
- 1932/1933: Relief hl. Michael und Kruzifix der Pfarrkirche Mariahilf (Heldendankkirche) in Bregenz
- 1935: Steinfigur hl. Michael und Kriegerdenkmal im Stiegenaufgang der Pfarrkirche Frastanz
- Gedenktafel für Hildegard Burjan mit Portraitrelief in der Christkönigskirche in Wien
- Kriegerdenkmal an der Pfarrkirche Klaus